# سیزاکتی

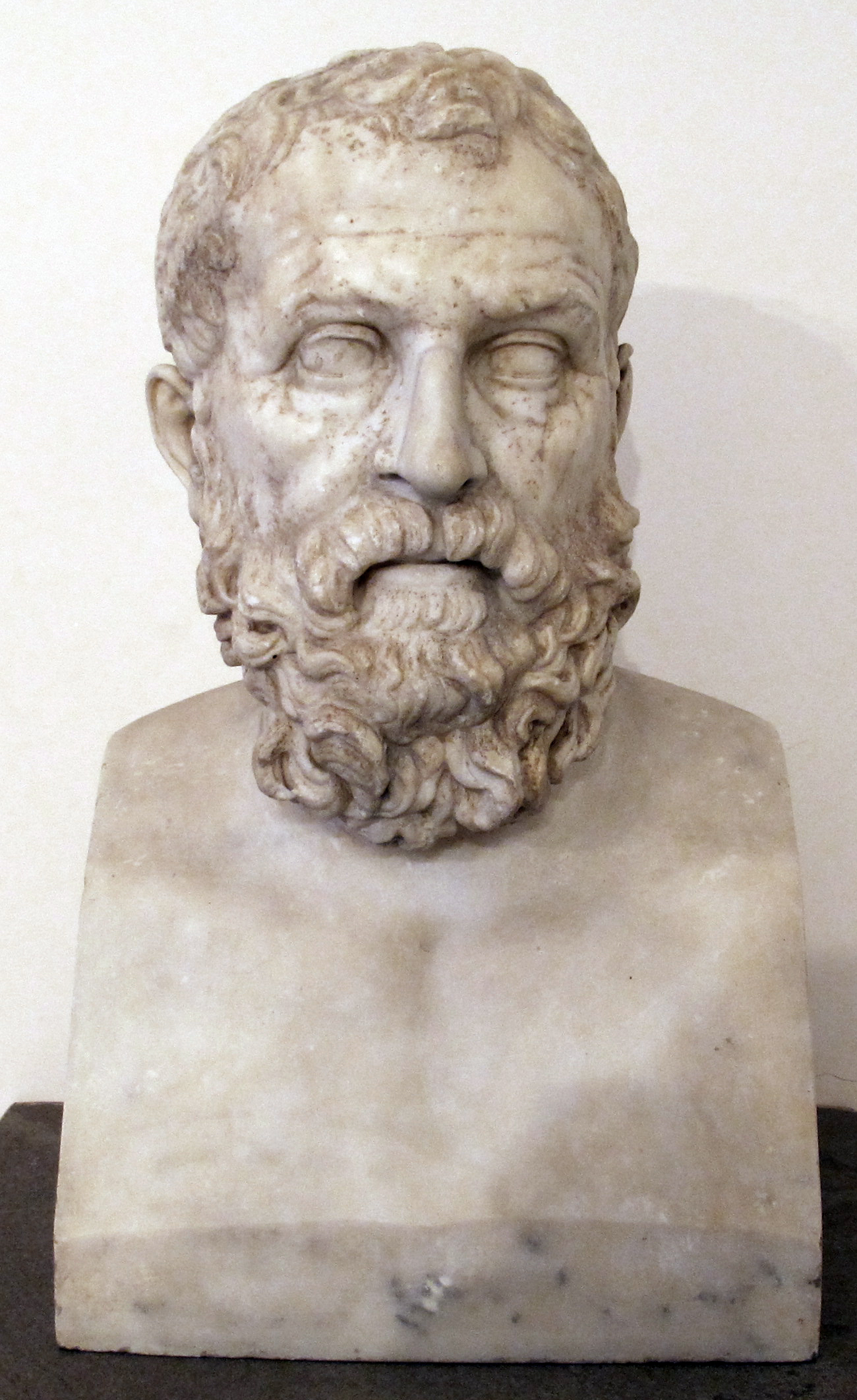
مرتبط

سیزاکتی (به یونانی: σεισάχθεια) از قوانین مشهور در یونان باستان، که معنای برداشتن بار، دلجویی کردن، سبک کردن تعهدات و تعلیق قروض و دیون، می‌داد. این کلمه به خصوص به قانونی اشاره دارد که سولون، قانونگزار بزرگ آتن، پس از تکیه زدن بر اریکهٔ قدرت و رسیدن به مقام آرکنتی در سال ۵۹۴ قبل از میلاد، به مرحلهٔ اجرا گذارد.
به موجب این قانون، سولون برای دلجویی از بدهکارانی که توانایی پرداخت وام خود را نداشتند، تخفیف زیادی قائل شد و به علاوه قانونی را که به موجب آن طلبکار حق به بردگی گرفتن یا فروش بدهکار را داشت، لغو کرد. با اینکه اصلاحات و قانون‌گذاری‌های انجام شده توسط سولون و توجهات او به منافع عامه، بسیار متعدد هستند، اما تنظیم سیزاکتی مهم‌ترین اقدام وی پس از آرکنت شدن به‌شمار می‌آید.
واژه σεισάχθεια (‎Seisachtheia‏ گرفته شده از seiein، به معنای برداشتن و تکان دادن و achthos، به معنای بار، در مجموع به معنی: امداد رساندن و خلاص کردن از زیر فشار بار) مجموعه‌ای از قوانین برقرار شده توسط سولون، قانونگزار آتنی بود که به منظور اصلاح موضوع برده‌گیری و برده داری به خاطر بدهی، که به‌طور شایعی در آتن قرن ششم قبل از میلاد، اجرا می‌شد، وضع گردید. بر اساس وضعیت حقوقی که از قبل وجود داشت، و بر اساس قوانین اساسی ارسطو جهت اهالی آتن تنظیم شده بود، بدهکارانی که قادر به بازپرداخت بدهی خود به طلبکاران نبودند، ناگزیر می‌شدند که زمین‌های خود را به آن‌ها تسلیم نمایند. سپس این افراد به هکتموری (مسدسی‌ها) تبدیل می‌شدند، بدین معنا که به رعایا یا بردگانی بدل می‌شدند که روی زمین خودشان که قبلاً به طلبکار داده شده بود، زراعت می‌کردند و یک ششم محصول به خودشان تعلق می‌گرفت و پنج ششم باقی‌مانده به طلبکار که حالا به ارباب تبدیل شده بود، تسلیم می‌شد. اما اگر ارزش میزان بدهی‌های به وجود آمده، بیش از ارزش برآورد شده از کل دارایی بدهکار می‌بود، آن گاه بدهکار و حتی خانواده اش تبدیل به بردگان متعلق به طلبکار می‌شدند. در صورتی که فردی از پرداخت به موقع بدهی خویش قصور می‌کرد نیز، باز هم نتیجه همان زایل شدن آزادی شخصی بدهکار و وثیقه قرار گرفتن آن بود.
اما بر اساس قانون‌های سیزاکتی، بدهی‌های کلان به صورتی فوری ملغی اعلام گردید، همه بردگی‌هایی که به جهت بدهکار بودن افراد پیش آمده بود، منتفی شد، تمامی زمین‌ها یا املاکی که زارعین آن‌ها به دلیل بدهی بی زمین و فقیر مانده یا به هکتوموری بدل شده بودند، توقیف شد و به صاحبان اصلی بازگشت و هرگونه استفاده از آزادی‌های شخصی افراد به عنوان وثیقه در تمام بدهی‌های آینده ممنوع گردید. در ضمن بر اساس قانون سیزاکتی، سقف حداکثری برای میزان تهیهٔ زمین و ملک از جانب افراد برقرار شد تا صرف نظر از قانونی بودن یا نبودن طرز به دست آوردن این زمین‌ها، از تجمع بیش از حد زمین در دست خانواده‌های قدرتمند جلوگیری به عمل آید.